# Biejbit Tatiszew
Biejbit Amirżanowicz Tatiszew (ros. Бейбит Амиржанович Татишев, ur. 24 lipca 1984 w Gurjewie) – kazaski piłkarz występujący na pozycji napastnika lub pomocnika.

## Kariera
Karierę zawodową rozpoczął w FK Munajły, klubie farmerskim FK Atyrau, gdzie był czołowym strzelcem. Ponadto jego kariera piłkarska toczyła się głównie w FK Atyrau, skąd był dwukrotnie wypożyczany do pierwszoligowych klubów Kaspij Aktau i FK Bajterek. W 2010 zainteresował się nim Żetysu Tałdykorgan, ale do przejścia nie doszło. W 2014 podpisał kontrakt z Żetysu. Na początku 2015 przeniósł się do Kaspija Aktau. 